# Berrocal

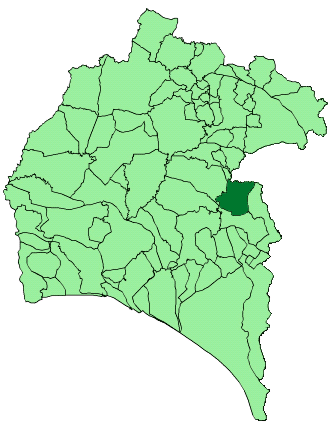
Localização de Berrocal

Berrocal é um município da Espanha na província de Huelva, comunidade autónoma da Andaluzia, de área 126 km² com população de 380 habitantes (2004) e densidade populacional de 3,02 hab./km².

## Demografia
| Variação demográfica do município entre 1991 e 2004 | Variação demográfica do município entre 1991 e 2004 | Variação demográfica do município entre 1991 e 2004 | Variação demográfica do município entre 1991 e 2004 |
| --------------------------------------------------- | --------------------------------------------------- | --------------------------------------------------- | --------------------------------------------------- |
| 1991                                                | 1996                                                | 2001                                                | 2004                                                |
| 422                                                 | 428                                                 | 371                                                 | 371                                                 |